# لويس سكولا
لويس سكولا (بالإسبانية: Luis Scola)‏ مواليد 30 أبريل 1980، هو لاعب كرة سلة أرجنتيني يلعب مع فريق إنديانا بايسرز في الرابطة الوطنية لكرة السلة ويحمل الرقم 4. يبلغ طوله 6 قدم 9 بوصة (2.1 م).

## فرق لعب لها
- هيوستن روكتس
- فينيكس صنز
- إنديانا بايسرز

## الميداليات
| الميدالية | المسابقة                             |
| --------- | ------------------------------------ |
| ذهبية     | بطولة أمم الأمريكتين لكرة السلة 2001 |
| ذهبية     | بطولة أمم الأمريكتين لكرة السلة 2011 |
| فضية      | بطولة أمم الأمريكتين لكرة السلة 2003 |
| فضية      | بطولة أمم الأمريكتين لكرة السلة 2007 |
| برونزية   | بطولة أمم الأمريكتين لكرة السلة 1999 |
| برونزية   | بطولة أمم الأمريكتين لكرة السلة 2009 |
| برونزية   | بطولة أمم الأمريكتين لكرة السلة 2013 |

## روابط خارجية
- لويس سكولا على موقع الاتحاد الدولي لكرة السلة (الإنجليزية)
- لويس سكولا على موقع الدوري الأوروبي لكرة السلة (الإنجليزية)
- لويس سكولا على موقع إن بي أي (الإنجليزية)
- لويس سكولا على موقع سبورتس رفرنس (الإنجليزية)
- لويس سكولا على موقع الدوري الإسباني لكرة السلة (الإسبانية)
- لويس سكولا على موقع كرة السلة الأوروبية.كوم (الإنجليزية)
- لويس سكولا على موقع ريلجم (الإنجليزية)
- لويس سكولا على موقع بروبوليرز (الإنجليزية)
- لويس سكولا على موقع سبورتس رفرنس (الإنجليزية)
- لويس سكولا على موقع اللجنة الأولمبية الدولية (الإنجليزية)